# Aminagar Urf Bhurbaral
Aminagar Urf Bhurbaral è una suddivisione dell'India, classificata come census town, di 5.495 abitanti, situata nel distretto di Meerut, nello stato federato dell'Uttar Pradesh. In base al numero di abitanti la città rientra nella classe V (da 5.000 a 9.999 persone).

## Geografia fisica
La città è situata a 28° 55' 03 N e 77° 37' 57 E.

## Società

### Evoluzione demografica
Al censimento del 2001 la popolazione di Aminagar Urf Bhurbaral assommava a 5.495 persone, delle quali 2.884 maschi e 2.611 femmine. I bambini di età inferiore o uguale ai sei anni assommavano a 1.011, dei quali 554 maschi e 457 femmine. Infine, coloro che erano in grado di saper almeno leggere e scrivere erano 3.272, dei quali 1.981 maschi e 1.291 femmine.